# HypoVereinsbank
Pour les articles homonymes, voir HVB.

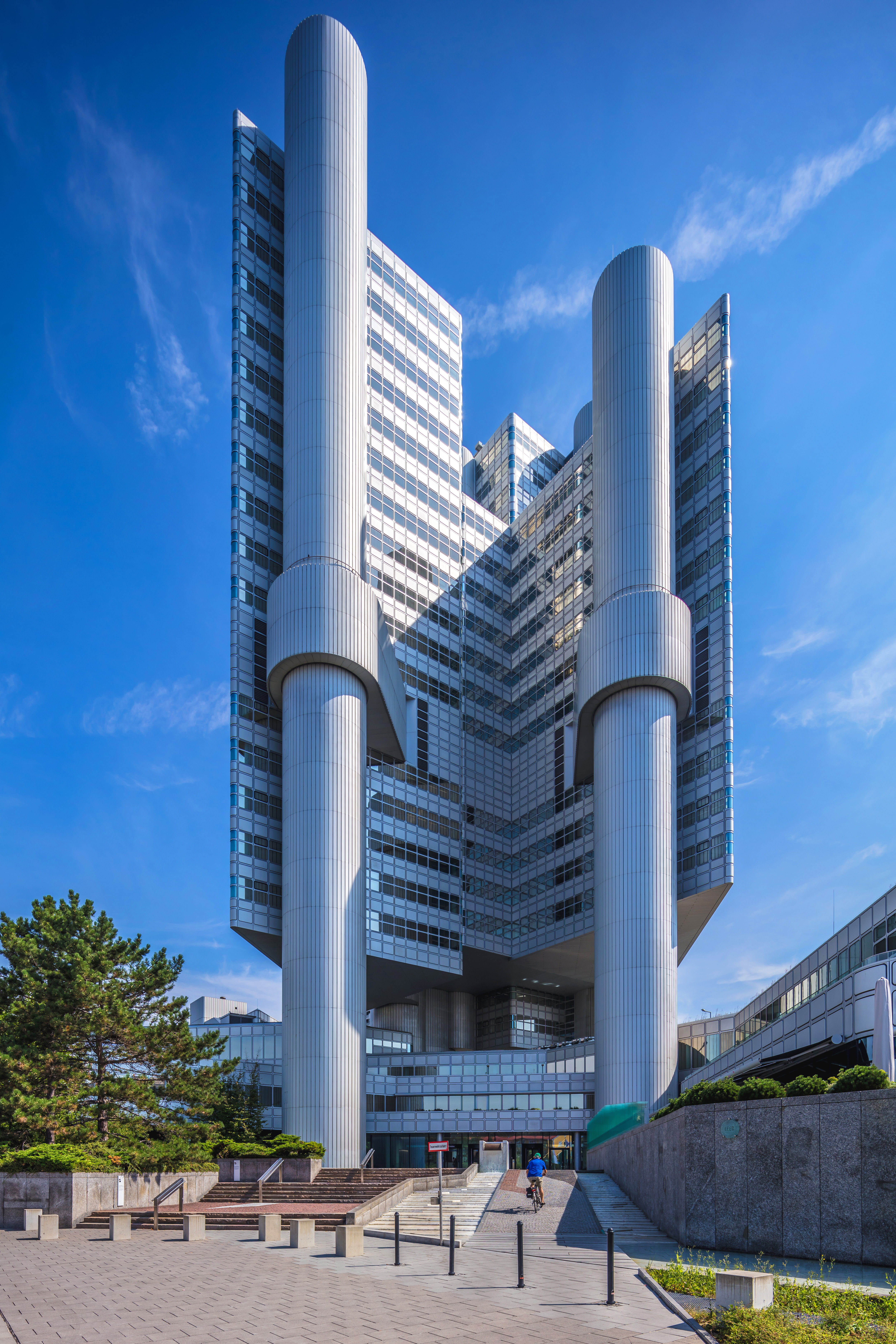
La tour HVB, siège de la UniCredit Bank GmbH à Munich.

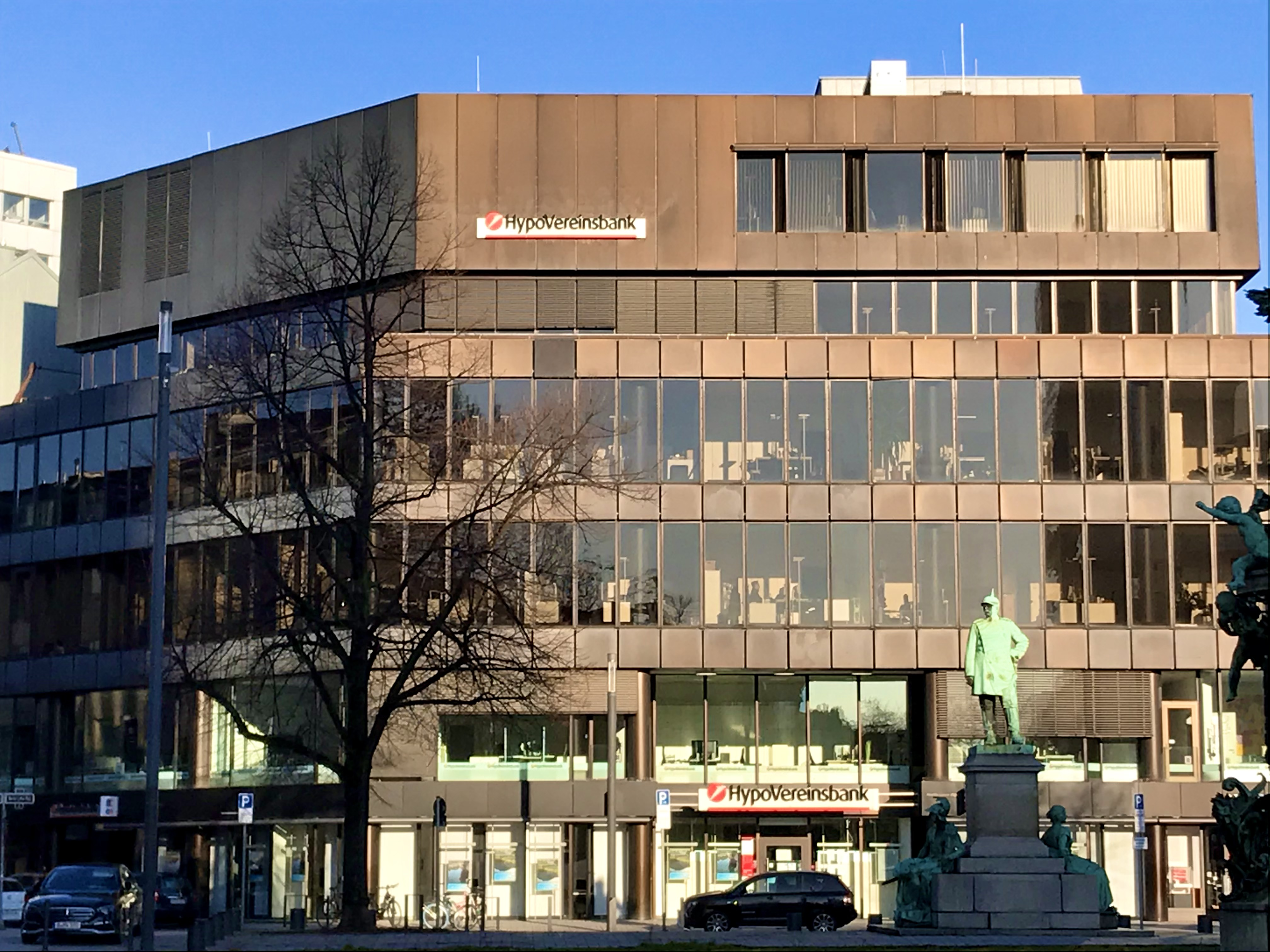
Succursale de la UniCredit Bank GmbH à Düsseldorf.

UniCredit Bank GmbH, mieux connue sous son nom de marque HypoVereinsbank (HVB), est une filiale du groupe UniCredit et l'une des plus importantes banques d'Allemagne. Son siège social est à Munich. Elle est également l'une des plus grandes banques en Allemagne en termes d'actifs et de portefeuille de prêts.
HypoVereinsbank a été formé en 1998 à partir de la fusion de la Bayerische Vereinsbank et de la Bayerische Hypotheken- und Wechsel-Bank, qui étaient les deux principales banques régionales basées en Bavière à cette époque. Parmi les institutions qui ont précédé la HypoVereinsbank, on trouve des établissements financiers qui ont joué un rôle important dans l'histoire financière de la Bavière, notamment la Bayerische Staatsbank (1780-1971), la Hypo-Bank (1835-1998), la Bayerische Vereinsbank (1869-1998) et la Bayerische Notenbank (1875-1934).
En 2005, UniCredit a fusionné avec HypoVereinsbank (HVB), la seconde banque privée allemande. Lorsque la résolution de transfert a été enregistrée au registre du commerce en 2008, les actions des actionnaires minoritaires ont été transférées au principal actionnaire, UniCredit, dans le cadre d'un Squeeze-out,. Par conséquent, HVB est devenue une filiale à part entière et n'a plus été cotée en bourse depuis lors.
La UniCredit Bank GmbH est active en Allemagne, avec une concentration sur les activités bancaires pour les clients privés et professionnels, ainsi que sur les activités du marché des capitaux et de la banque privée (également connue sous le nom de gestion de patrimoine).

## Histoire

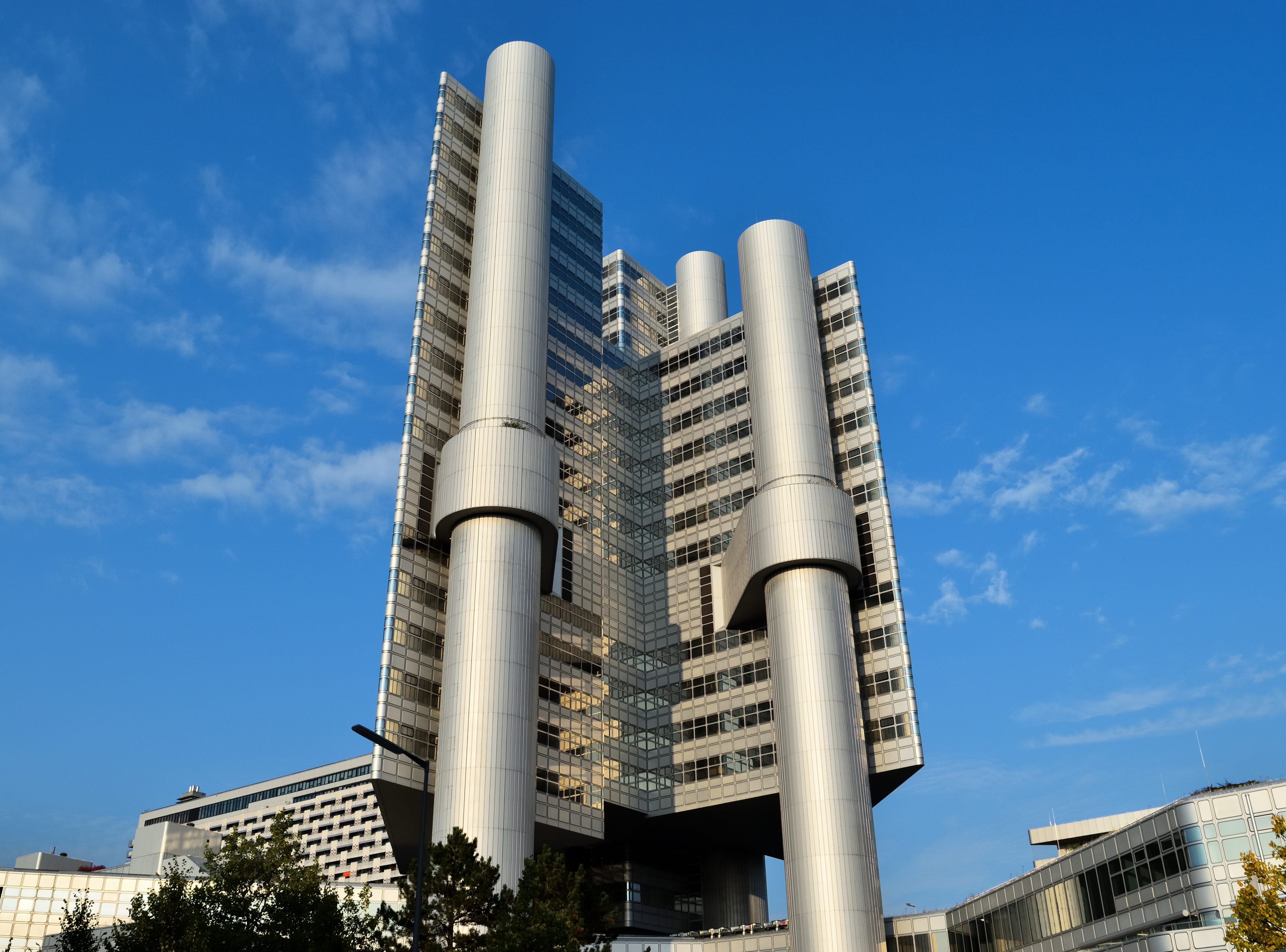
UniCredit Bank GmbH à Munich.

La Bayerische Vereinsbank avait été fondée en 1869 et était l'une des plus anciennes banques allemandes, spécialisée dans les services bancaires aux entreprises et aux particuliers. La Bayerische Hypotheken- und Wechsel-Bank avait été fondée en 1835 et était spécialisée dans les prêts hypothécaires.

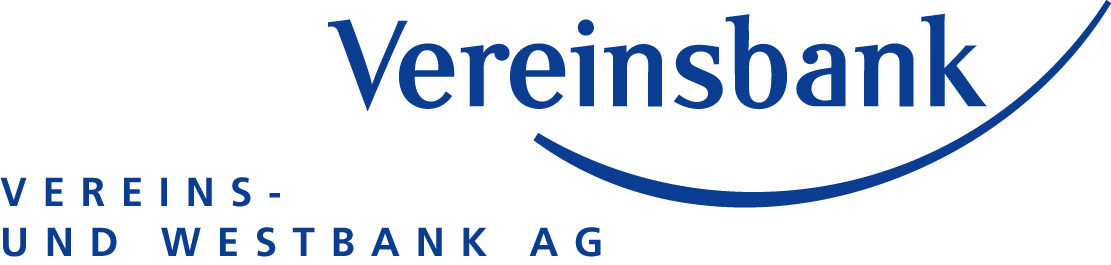
Le Logo de Vereins- and Westbank.

La Bayerische Hypo- und Vereinsbank Aktiengesellschaft est créée en 1998 par la fusion de la Bayerische Vereinsbank AG et la Hypotheken-und Wechselbank AG. Après la fusion, HypoVereinsbank est devenue la deuxième plus grande banque en Allemagne en termes d'actifs et de capitalisation boursière. La banque a continué à se développer au cours des années suivantes, acquérant d'autres banques et élargissant sa gamme de services pour inclure la banque d'investissement, la gestion de patrimoine et les services de financement immobilier.
En 2005, Unicredito Italiano a fusionné avec HypoVereinsbank (HVB), la seconde banque privée allemande et, par voie de conséquence, l’autrichienne Bank Austria Creditanstalt et la polonaise Bank BPH qui étaient contrôlées par HVB. Cette opération s'est réalisée par échange d’action pour un montant de 19.2 milliards d’euros, comprenant les minoritaires d’HVB dans Bank Austria et la polonaise BPH.
En 2005, Unicredit Group lance une offre d'échange sur HypoVereinsbank (HVB) et propose aux actionnaires 5 actions UCI pour chaque action HVB. Cette opération s'est réalisée pour un montant de 19.2 milliards d’euros, comprenant les parts minoritaires d’HVB dans Bank Austria et la banque polonaise BPH. Depuis 2005, UniCredit Bank AG est une filiale d'UniCredit Group. Lorsque la résolution de transfert a été inscrite au registre du commerce en 2008, les actions des actionnaires minoritaires ont été transférées à l'actionnaire principal, UniCredit S.p.A., dans le cadre d'un Squeeze-out. HVB est ainsi devenue une filiale à part entière et n'a pas été cotée en bourse depuis lors .

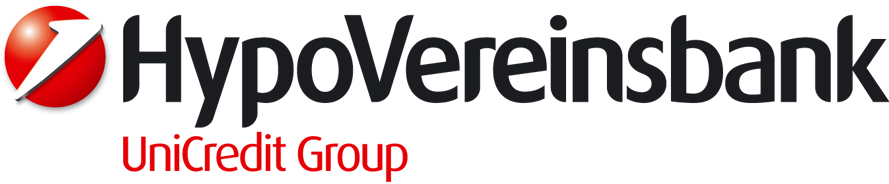
Le logo de UniCredit Bank AG jusqu'au 31 juillet 2010.

En avril 2008, la Bayerische Hypo- und Vereinsbank a aligné son profil de marché à celui du groupe UniCredit. Le nom de marque HypoVereinsbank a été conservé, mais l'ancien logo bleu a été remplacé par une lettre noire précédée du logo rouge d'UniCredit.

## Filiales
Les filiales importantes de l'Unicredit Bank GmbH sont:
- Bankhaus Neelmeyer AG, Brême (banque du secteur privé)
- Unicredit Direct Services GmbH, Munich (centre d'appels)
- HVB Immobilien AG, Munich (gestion immobilière)
- Unicredit Leasing GmbH, Hambourg (société de crédit-bail)
- HVB Profil Gesellschaft für Personalmanagement mbH, Munich (agence d'intérim)
- Wealth Management Capital Holding GmbH

Depuis 2014, la DAB Bank ne fait plus partie du groupe HVB, qui comprenait également Hypo Real Estate jusqu'en 2003. Depuis juin 2015, PlanetHome AG ne fait plus partie de HVB. Depuis 2016, les anciennes filiales UniCredit Bank Serbia (anciennement HVB Banka Srbija), UniCredit Bank Slovenia (anciennement Bank Austria Creditanstalt d.d. Ljubljana), UniCredit Bank Czech Republic and Slovakia (anciennement HVB Bank Czech Republic) relevaient directement d'UniCredit S.p.A., la société mère de HypoVereinsbank.

## Engagement culturel
HVB organise la UniCredit Festival Night dans le centre-ville de Munich. Cet événement annuel de lancement du Festival de l'opéra de Munich présente des performances du monde de l'opéra, du concert, de la danse, de la chanson et de la littérature. La UniCredit Festival Night est organisée en coopération avec l'Opéra d'État de Bavière. La Collection d'art de la HypoVereinsbank joue également un rôle important dans la promotion de la culture par la banque. Elle comprend actuellement plus de 20 000 œuvres d'art, allant de l'Antiquité à nos jours, qui sont réparties dans 600 agences dans le monde entier. La Collection se concentre sur les anciens chefs-d'œuvre (par exemple, Leandro Bassano et François Boucher) ; l'art classique, moderne et contemporain (par exemple, Kurt Schwitters, Georg Baselitz et Gerhard Richter), le Light art (par exemple, Dan Flavin) et la photographie (par exemple, Henri Cartier-Bresson).

## Critique

### Gustl Mollath - une erreur judiciaire
Dans le contexte du scandale judiciaire impliquant Gustl Mollath, UniCredit est nommée comme étant le successeur légal de HypoVereinsbank, qui n'a pas transmis un rapport d'audit interne sur le transfert de capitaux des clients en Suisse au procureur public,.

### Financement de "propriétés de pacotille"
Depuis les années 1990, HypoVereinsbank a mis sur le marché des "propriétés de pacotille" dans toute l'Allemagne et a aidé les acheteurs à obtenir un financement. La vraie valeur des propriétés était dissimulée, tandis que les agents immobiliers étaient formés et rémunérés en conséquence,. Dans un cas, les parties lésées ont porté leur affaire devant la Cour fédérale (Allemagne), qui a jugé que la banque était responsable de la transaction de l'agent,.

### Arbitrage de dividendes
La banque, avec Paul Robert Mora qui a travaillé pour elle jusqu'en 2008, était l'un des principaux acteurs du scandale des transactions Cum-Ex, qui consistaient à réclamer le remboursement de taxes qui n'avaient en réalité jamais été payées ,,
Deux anciens banquiers de la banque, Martin Shields et Nicholas Diable, ont été condamnés à des amendes et des peines de prison dans cette affaire.

## Données boursières
Actionnaires principaux avant le rachat par Unicredit (2005) : Flottant 69,1 %, Munich Re 25,7 %, AV-Z 5,2 %.